# قصور النشاط
قصور النشاط أو فُتور النشاط أو قِلَّةُ النَّشاط (بالإنجليزية: Hypoactivity)‏ هو تثبيط النشاط السلوكي أو الحركي.
يُعتبر قصُور النشاط من الآثار المميزة للمهدئات وعدد من المخدرات التي تعمل مركزيًا، وأيضًا هُناك عدد من الأدوية تُسبب هذا الأثر كأثر جانبي مِثل مضادات الذهان. من الممكن أيضاً أن يكون قصور النشاط من الأمور المميزة في اضطراب فرط النشاط ونقص الانتباه وَتباطؤ سرعة النشاط الإدراكي.